# Football Champ
Football Champ, conosciuto in Giappone come Hat Trick Hero (ハットトリックヒーロー?, Hatto Torikku Hīrō) e in Europa come Euro Football Champ, è un videogioco di calcio sviluppato e pubblicato nel 1991 dalla Taito.
Esso ha riscosso molto successo nelle sale giochi europee soprattutto per la sua spettacolarità, dove passaggi millimetrici, acrobazie e colpi scorretti sono alla base di ogni sua azione. Proprio questa sua caratteristica ha creato una sorta di cliché nei videogiochi arcade del genere negli anni novanta, quando molti videogiocatori si appassionarono proprio a questa tipologìa contraddistinta da una mancanza di realismo a favore di clamorose giocate al limite del possibile; Hat Trick Hero ha potuto così proseguire con una serie di seguiti sempre molto gettonati e, da parte di altre software house, si sono visti titoli agli antipodi del calcio reale, come Premier Soccer della Konami del 1993.
Nel 1992 venne realizzato un ulteriore porting solo per il mercato europeo, Euro Champ '92, probabile omaggio al Campionato Europeo svoltosi quell'anno in Svezia e tra i pochissimi videogiochi arcade di calcio a presentare solamente nazionali del vecchio continente.

## Modalità di gioco
Si utilizzano due pulsanti, uno per tirare o per passare basso e veloce, e uno per passare la palla lunga e alta; appena la palla arriva a contatto con un giocatore è già possibile calciarla di prima con un'acrobazia, ed effettuare quindi le famose combo di rovesciate o tuffi di testa, che data la scarsa intelligenza artificiale dei portieri sono utilissime per segnare. In fase di non possesso palla è possibile intervenire in scivolata (tecnica non sanzionabile dall'arbitro ma può essere evitata dall'avversario con una bicicletta) oppure commettere un intervento scorretto quale lo sferrare un pugno, afferrarlo per la maglietta oppure effettuare una ginocchiata in salto: se l'arbitro in quel momento è visibile e non è a terra (cade a ogni contatto con loro) questo fermerà la partita fischiando il fallo e ammonendo il giocatore; uno dei calciatori viene espulso dal campo di gioco al terzo cartellino giallo del match (indifferentemente se lo stesso calciatore ne abbia già presi due).
Peculiarità di Football Champ è la possibilità di effettuare i cosiddetti "Super Shot" e "Hyper Shot". Il primo colpo può essere messo a segno ogni due partite, quando mancano allo scadere circa trenta secondi (e si è in situazione di parità o svantaggio), passando la palla al capitano della squadra con un lancio lungo quando questi si trova in una determinata zona del campo che cambia a seconda di quale capitano si è scelto dei quattro. Il secondo è molto più raro e non è chiaro quando si può manifestare. Il Super Shot va a segno nell'80% circa dei casi, colpendo il portiere e trascinandolo in porta. L'Hyper Shot è praticamente un gol fatto, in quanto il portiere non ha possibilità di fermare il pallone (una specie di palla di fuoco), venendo scaraventato oltre il limite del campo.
È tra i primi videogiochi di calcio arcade a presentare dati personali per ogni singolo calciatore delle due squadre: in questo caso il numero di maglia e l'energia del giocatore che si controlla, visualizzate nell'angolo in alto dello schermo; se uno dei giocatori realizza una tripletta appare la scritta "Hat Trick", termine inglese che indica proprio la tripletta. È possibile scegliere una nazionale tra otto (la differenza tra le tre versioni sta proprio nelle nazionali selezionabili e nel numero: infatti in Euro Champ '92 le squadre opzionabili sono ben dodici) e quindi affrontare successivamente le rimanenti squadre; una volta che viene scelta si dovrà scegliere uno tra quattro giocatori di quella squadra al quale assegnare un maggior potenziale a livello di tiro e corsa, nonché la possibilità di effettuare il "Super Shot".
Infine presenta diverse fotografie digitalizzate: quella presente sullo sfondo del menù di selezione della squadra raffigura lo Stadio Marcantonio Bentegodi di Verona, utilizzato quell'anno per il campionato mondiale, mentre nella schermata riassuntiva di fine partita può apparire una che raffigura un esultante Marco Tardelli.

### Squadre selezionabili
- Football Champ
  -  Francia
  -  Spagna
  -  Inghilterra
  -  Argentina
  -  Brasile
  -  Germania
  -  Paesi Bassi
  -  Italia

- Hat Trick Hero
  -  Giappone
  -  USA
  -  Inghilterra
  -  Argentina
  -  Brasile
  -  Germania
  -  Paesi Bassi
  -  Italia

- Euro Champ '92
  -  Francia
  -  Spagna
  -  Inghilterra
  -  Germania
  -  Paesi Bassi
  -  Italia
  -  Cecoslovacchia
  -  Belgio
  -  Russia
  -  Svezia
  -  Irlanda
  -  Danimarca

## Conversioni domestiche
La Taito pubblicò una conversione per Super Nintendo nel 1992, utilizzando il titolo Euro Football Champ in Europa, Hat Trick Hero in Giappone e Super Soccer Champ in Nordamerica.
Le conversioni per computer vennero realizzate dalla Domark Software su licenza di Taito. Nel 1992 uscì European Football Champ per Amiga, Atari ST e Commodore 64, che corrispondeva all'arcade Euro Champ '92 con sole nazionali europee.
La conversione per Commodore 64 tuttavia conserva ben poche caratteristiche dell'originale, con la tipica visuale a volo d'uccello che ha caratterizzato molti videogiochi del genere per tale home computer e l'assenza di molte altre caratteristiche, tra queste la possibilità di selezionare il capitano della squadra. Una pessima sensibilità dei controlli e un'enorme facilità nel realizzare da parte del giocatore hanno contribuito a relegare il gioco tra i "dimenticabili", con la rivista specializzata Zzap!64 che lo valutò con un 45%.
Nel 2006 Football Champ è stato incluso nella raccolta dedicata al retrogaming Taito Legends 2, uscita su PlayStation 2, PC e Xbox.

## Serie
- Taito Cup Finals (1992)
  - Super Cup Finals (1993)
- International Cup '94 (1994)
- Taito Power Goal (1994)
- Super Football Champ (1995)